# NGC 395
NGC 395 là một cụm sao mở nằm trong chòm sao Đỗ Quyên. Nó được phát hiện vào ngày 1 tháng 8 năm 1826 bởi James Dunlop. Nó được Dreyer mô tả là "rất mờ nhạt, khá lớn, tròn, dần dần sáng hơn một chút." 